# 단군릉
단군릉(檀君陵)은 평양직할시 대성구역에서 22 km 떨어진 강동군 문흥리 대박산에 위치한 대리석으로 지어진 돌무지무덤으로, 조선민주주의인민공화국에서는 이를 고조선의 지도자였던 단군(과 그의 부인)의 능이라고 주장한다. 1993년에 발견되었다. 면적은 1.8 km2이며 대박산 기슭에 위치해 있으며, 피라미드형인 능의 높이는 22m, 너비는 50m이다. 
평양직할시 근교인 강동군 읍의 서쪽 30리지점에 단군왕검과 관련이 있는 유적들과 지명, 전설과 설화들이 전해져 내려오고 있었는데, 단군릉이 위치한 대박산은 단군의 초상화를 모시고 제사를 지냈던 단군동과 단군이 홍익인간의 이념을 하늘에 천명했다는 아달산, 그리고 크고 밝은 산이라고 이름이 붙여졌다고 한다.

## 유래
《고려사》 지리지에는 강동현 ‘박달곶촌’이라는 마을에 단군릉으로 보이는 무덤이 있다는 기록이 나오고 1530년에 편찬된 《신증동국여지승람》에서는 강동군에 2기의 큰 무덤이 있는데 서쪽에 있는 둘레가 410자 되는 묘가 단군릉이라고 쓰고 있고 《숙종실록》에서도 숙종왕이 단군묘와 동명왕의 묘를 해마다 손질할 곳에 대한 건의서를 승인한 것이 밝혀져 있다. 또한 《영조실록》, 《정조실록》들에도 왕들이 평양감사에게 명하여 봄, 가을에 제사를 지내는것을 관습화한 사실도 기록되어 있다. 《세종실록》37권에도 단오, 추석에 단군을 시조로 제를 지냈다는 것을 밝혀 놓았다.
한편 일부 재야사학자들은 단군세기(檀君世紀)의 오세단군 구을 재위십육년(五世檀君 丘乙 在位十六年..)이라는 기록을 들어 "재위 16년에 친히 장당경(藏唐京)에 행차하여 삼신단(三神壇)을 쌓고 환화(桓花, 무궁화)를 많이 심었고 그해 7월에 임금이 남쪽으로 순행하여 풍류강(風流江, 대동강줄기 비류강)을 거쳐 송양(松壤, 평양)에 이르러 병을 얻으니 그곳에서 세상을 떴다"는 것이고 대박산(大博山)에 장사 지내고 우가(牛加)의 달문(達門)이 뽑혀서 대통을 이었다는 내용으로 단군릉의 주인공은 47명의 단군중 오세단군 구을(丘乙)이라는 주장이다.
그러나 《세종실록》 지리지 강동현 조에는 단군릉에 대한 설명이 없다가 동국여지승람에 "...대총(大塚) 중... 하나는 현의 서쪽으로 3리에 있으며 둘레 4백 10척으로 속담에 단군묘(檀君墓)라 전한다." 라 하며 난데없이 등장한다. 또한 같은 책에서 동명왕이 평양에 도읍한 적이 없음에도 불구하고 평양의 구제궁(九梯宮), 기린굴(麒麟窟)을 민간에서 말하는 동명왕의 고적이라 설명하는 것을 볼 때, 단군묘를 비롯한 민간 전설들은 쉽게 믿기 어렵다.
다만 36세 성종 20년(1489년, 기유년)에 관서지방을 여행하며 평양에서 쓰였을 것으로 추정되는 추강 남효온(1454~1492)의〈단군묘 알현〉이라는 시이다.
단군이 우리를 낳으시니 우리 강산에 사람이 많지 않나(檀君生我靑丘衆) / 패수에서 윤리도덕을 가르치시고(敎我彛倫浿水邊) / 약초를 찾고 형벌을 내린 지 만세가 되어도(採藥呵斯今萬世) / 지금까지 사람들은 무진년을 기억한다네(至今人記戊辰年).
무진년(戊辰年)은 바로 단군이 나라를 세웠던 기원전 2333년이다. 이 시는 단군에 대한 찬미와 함께 남효온은 관서지방의 고조선, 고구려, 고려 등의 유적지를 두루 찾아다니며 민족의 자부심과 긍지를 나타낸 것이 특별하다. 남효온은 생육신중의 한사람으로 홍유손, 정희량과 함께 점필재 김종직의 제자이며 동시에 청한자 김시습의 제자였다.

## 조선민주주의인민공화국의 주장
김일성이 1993년 10월 20일 단군릉개건관계부문 일군협의회에서 한 연설 '단군릉 개건 방향에 대하여'에 북의 공식 입장과 김일성이 지시한 복원 방향이 나와 있는데, 개략적인 내용은 다음과 같다.
- 지금까지 단군은 신화의 인물로 전해져 왔으나, 이 발굴로 실제 존재하던 인물이라는 것이 명백하게 증명되었다.
- 고고학연구소를 비롯한 여러 연구기관에서 검증한 결과, 단군의 키는 170cm가 된다.
- 단군이 실재한 인물이라는 것이 과학으로 고증된만큼, 곰이 변한 얘기[3]는 허구였음이 밝혀졌다.
- 단군릉은 조선민족 원시조의 무덤이므로 동명왕릉보다 크고 웅장하게 개건해야 한다. 높이도 더 높게 만들고, 흙이 아닌 돌을 이용해 피라미드식으로 쌓아야 한다.
- 사람이 들어가 볼 수 있게 무덤칸에 관대를 2개 놓아야 한다.
- 단군의 유골은 남쪽을 향하여 오른쪽에 놓고, 부인의 유골은 그 왼쪽에 놓아야 한다.
- 벽화는 이미 훼손되어 알아 볼 수가 없으므로, 굳이 새로 그릴 필요는 없다.
- 고조선의 건축형식에 맞게 돌로 문을 세워야 한다.
- 제당을 만들 필요는 없으나 남한 사람들(대종교인 등)이 제사를 지내러 올 경우를 대비해 상돌은 만들어 두어야 한다.
- 더불어 묘향산과 구월산에 있는 단군 관련 유적도 정비하여야 한다.

## 개건
단군릉은 1993년 처음 발굴되어 이듬해인 1994년에 개건되었으며, 개건을 축하하는 비석을 한문과 한글로 세웠다. 돌무지무덤 앞에는 청동기시대를 대표하는 유물인 비파형청동검의 조각이 양갈래로 맞대어 서 있으며, 그것과 똑같이 대리석 기둥들과 단군의 아들들을 묘사하여 조각한 입상들이 서로 마주보면서 서 있도록 하였다. 또한, 단군릉은 "개건" 과정에서 발굴당시의 모습과는 상이한 장군총 형태의 화려한 대리석 건물이 되어버렸는데 이러한 화려한 장식과 피라미드 형태는 북 당국이 정치적인 목적으로 이런 형태로 개축한 것이 아닌가 하는 의혹의 대상이 되고 있다.

## 논란
예부터 이곳에는 ‘단군릉’이라고 불려 온 무덤이 있었다. 조선시대 왕명의 출납을 기록한 승정원일기에는 이 대박산이 태백산이라고 되어 있다. 또한 1530년 발간된 ‘신증동국여지승람’에는 ‘둘레 410자나 되는 큰 무덤이 있는데 이를 단군묘라고 한다’고 했다.
조선민주주의인민공화국은 초기에는 단군릉에 대해 전설로 치부했으나 이후 단군릉을 대대적으로 개보수하면서 입장을 변경하였다. “평양에 있다는 소위 ‘단군릉’은 황당무계한 전설에 불과하다.” 조선민주주의인민공화국의 사학자 전주농(全疇農)은 1963년 이렇게 주장했다. 그는 초기 조선민주주의인민공화국 고대사학계에 큰 영향력을 발휘한 사학자로 알려져 있기에 조선민주주의인민공화국에서 이같이 명문화(明文化)된 의견은 체제의 공식 견해와 다름 없었다. 그러고 나서 31년 뒤인 1994년 10월 11일, 평양 근교의 강동군 대박산 기슭에서 '단군릉'의 준공식을 개최했다. 22m 높이에 9층 피라미드 형태와 향로, 석등과 신하 8명의 조각상도 세워진 거대한 무덤이었다.
고조선의 성립은 전통적으로 《삼국유사》의 연대에 따라 기원전 2333년으로 생각되어 왔으나 조선민주주의인민공화국 사학계는 1993년에 단군 유골의 전자상자성공명법(ESR)의 수치가 5011±267년으로 측정되었다며 고조선의 성립 연대를 기원전 30세기까지 올려잡고 있으나, 대한민국의 사학계는 고고학적으로 당시 한반도에 대규모 건축물을 조성할 수 있을 정도의 문명이 존재했는가를 들어 의문시하고 있다.
일부 재야사학계 또한 《규원사화》를 비롯한 일부 재야사서들은 고조선의 수도로 기록된 "평양"이 현재의 평양직할시가 아니라 다른 장소일 것이라는 가설을 제시하며 평양직할시의 고조선 수도설에 대해 회의적인 입장을 드러냈다. 이유는 유골 연대측정에 사용한 방법이 수백만 년 전 유물을 측정하는 데 쓰이는 방법이라는 점, 사료를 근거로 판단할 때 평양이 고조선의 수도가 된 것은 기원전 7세기 이후로 후기에 속한다는 점 등이다.
이처럼 대한민국 학계를 비롯한 외부의 사학계는 대부분 단군릉을 인정하지 않고 있는 것이 사실이다.
하지만 조선시대에도 단군릉에 대해서는 믿을 만하다는 취신론(取信論)과 불신론이 분명히 존재했고 취신론자들은 복수의 단군묘가 있을 가능성을 제시했다. 그래서 17세기 중엽 학자 허목같은 이는 단군이 역사적 존재임을 확신하고 이를 토대로 '단군세가'까지 저술했고 한말 국사 교과서에서는 '대동역사', '동국사략', '신정동국역사' 등처럼 단군릉을 역사적 사실로 서술하기도 했다.
그러기에 신채호가 단군릉을 이해하는데 근대역사학적 해석을 도입했고, 단지 단군묘의 존재만을 인식했던 박은식과는 달리 정복 군주로서의 측면을 부각시켜 단군이 원정 도중 강동에서 사망한 까닭에 단군릉을 강동에 조성했다고 서술했 듯이 단군묘일 가능성이 높다.

## 보도
단군릉의 발굴 발표는 세계 각국에 보도되었으며, 그에 따른 여러 가지 논란을 낳았다. 대한민국의 각종 방송매체도 단군릉 발굴 및 복원 소식을 보도했으며, 일부 역사 교과서에도 그 사실이 실려 있다. 다만, 대한민국이 공식적으로 북의 주장을 인정하는 것은 아니다.

## 단군릉을 소개한 프로그램
- 한국방송 (2001년 1월 21일) 역사스페셜
- 문화방송 (2003년 1월 1일) 평양요리기행 (종영)
- 한국 근현대사 (고등학교 2학년), 금성출판사 편집

## 같이 보기
- 단군
- 태백산맥